# (500491) 2012 TK264
(500491) 2012 TK264 es un asteroide perteneciente al cinturón de asteroides, descubierto el 10 de octubre de 2007 por el equipo del Spacewatch desde el Observatorio Nacional de Kitt Peak, Arizona, Estados Unidos.

## Designación y nombre
Designado provisionalmente como 2012 TK264.

## Características orbitales
2012 TK264 está situado a una distancia media del Sol de 2,996 ua, pudiendo alejarse hasta 3,316 ua y acercarse hasta 2,676 ua. Su excentricidad es 0,106 y la inclinación orbital 8,701 grados. Emplea 1894,64 días en completar una órbita alrededor del Sol.

## Características físicas
La magnitud absoluta de 2012 TK264 es 16,9. 